# 软叶翠雀花
软叶翠雀花（学名：Delphinium malacophyllum）是毛茛科翠雀属的植物，是中国的特有植物。分布在中国大陆的甘肃、四川等地，生长于海拔4,000米至4,300米的地区，见于高山草地，目前尚未由人工引种栽培。